# Vallée de San Fernando
La vallée de San Fernando est une vallée urbanisée située dans l'État de Californie, dont la majeure partie (environ les deux tiers) est incluse à l'intérieur des limites de la ville de Los Angeles.

## Histoire
Les Amérindiens Tataviam, également connus sous le nom de Fernandeños, sont les habitants originaires de la vallée. En 1797, l'Espagne y fonde la Mission de San Fernando Rey de España. Elle est nommée en l'honneur de Ferdinand III de Castille.
Le traité de Cahuenga mettant fin aux hostilités entre Mexicains et Américains en Californie durant la Guerre américano-mexicaine, est signé à Campo de Cahuenga, dans le col de Cahuenga, en 1847.
Après la construction du Los Angeles Aqueduct, cette zone en grande partie rurale est annexée par la ville de Los Angeles en 1915, ce qui fait plus que doubler sa superficie. Par la suite, Los Angeles continue à consolider ses territoires en annexant Laurel Canyon (1923), Lankershim (1923), Sunland (1926), Tuna Canyon (1926), la ville incorporée de Sunland-Tujunga (1932), et Porter Ranch (1965).
Cinq villes se constituent en municipalités: Glendale (1906), Burbank (1911), San Fernando (1911) Hidden Hills (1961), Calabasas (1991).  Universal City est une enclave non incorporée qui est le siège du parc à thème Universal Studios et de Universal CityWalk.
La vallée est connue pour ses multiples tentatives de sécession par rapport à la ville de Los Angeles. Les premières ont eu lieu dans les années 1970, mais l'État a promu une loi interdisant la formation d'une nouvelle municipalité sans l'approbation du conseil municipal dont elle dépend. En 1977, Bob Hertzberg et Tom McClintock font passer un décret qui rendrait plus facile cette séparation en supprimant le veto du Conseil, sans résultat. La tentative la plus récente, en 2002, a elle aussi échoué.

## Géographie

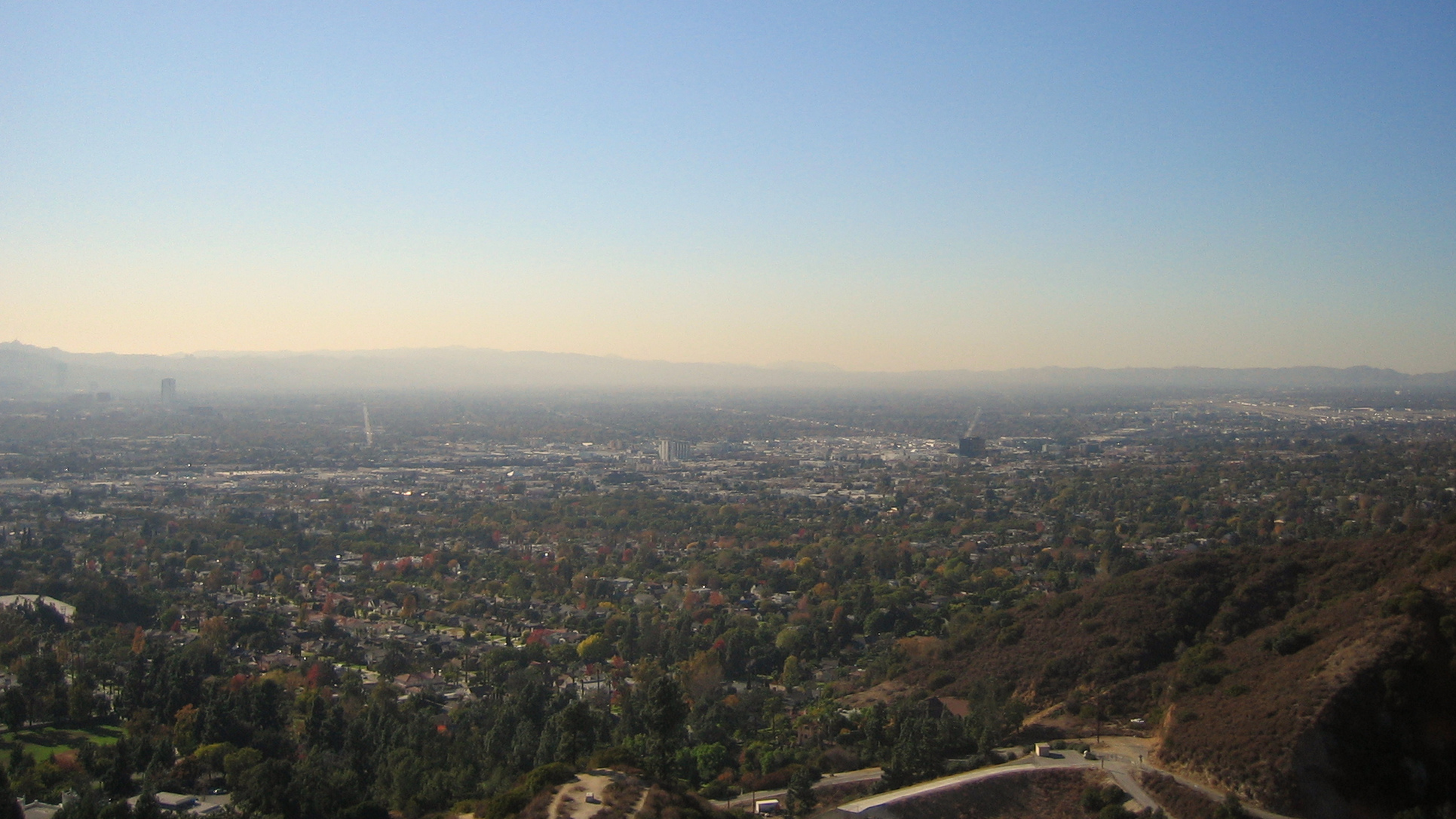
Panorama sur la vallée.

La vallée de San Fernando est bordée par les monts Santa Susana au nord-ouest, les Simi Hills à l'ouest, les monts Santa Monica au sud, les monts Verdugo à l'est, et les monts San Gabriel au nord-est. La majeure partie de la vallée de San Fernando est située dans la ville de Los Angeles, bien que plusieurs plus petites villes se situent aussi dans la vallée. Burbank et Glendale se trouvent dans le coin du sud-est de la vallée, Hidden Hills et Calabasas dans le coin de sud-ouest, et San Fernando, qui est complètement entourée par la ville de Los Angeles, est située dans la vallée du nord. Mulholland Drive, qui parcourt le long du ridgeline des Santa Monica Mountains, délimite la vallée et les communautés de Hollywood et le "Westside" (ouest) de Los Angeles.
Le centre administratif de Los Angeles pour le secteur de la Vallée est à Van Nuys. L'Université d'État de Californie à Northridge se situe dans le quartier du même nom. L'épicentre du tremblement de terre de 1994, l'un des plus destructeurs à avoir touché directement une cité importante, était situé dans le quartier de Reseda, juste à l'est de l'intersection de Elkwood Street avec la Baird Avenue.

### Climat
La vallée partage le climat sec et ensoleillé du bassin de Los Angeles, auquel elle est reliée par le col de Cahuenga. Bien que la partie la plus au sud-ouest de la vallée soit à moins de 16 km de l'Océan Pacifique, la vallée est considérablement plus chaude que le bassin de Los Angeles durant les mois d'été (et inversement plus froide durant l'hiver). La vallée de San Fernando est l'endroit où les records de chaleur et de froid ont été les plus élevés à Los Angeles ; Woodland Hills, située à l'ouest de la vallée, a établi le record de la plus haute température relevée à Los Angeles 48,3 °C le 22 juillet 2006 tandis que Canoga Park a établi la température la plus froide avec −8 °C en 1989. De la même manière les précipitations tendent à être plus importantes dans la vallée durant l'automne et l'hiver en comparaison avec le Bassin et la côte. La ville souffre d'une très importante concentration de pollution, particulièrement pendant l'été, à cause des montagnes environnantes et la géographie de la vallée, qui fait augmenter l'effet de serre et le smog.

## Démographie
La vallée de San Fernando avait une population de 1 696 347 habitants en 2000. Une estimation effectuée par le Centre de recherche sur la population du Comté de Los Angeles montre que la population a atteint 1 808 599 habitants en 2004. Les plus grandes communautés et villes de la vallée sont : Glendale, North Hollywood, Van Nuys et Burbank. Elles ont toutes plus de 100 000 habitants. En dépit de sa réputation de faible densité d'habitation, les quartiers de Panorama City, North Hollywood, Van Nuys et les villes de Glendale, Burbank et Calabasas possèdent de nombreux complexes d'appartements et contiennent quelques-unes des plus fortes densités dans la vallée de San Fernando.
Les Latino-Américains et les Blancs composent plus de quatre cinquièmes de la population de la vallée. En général les communautés du nord-est, du centre et de la partie ouest de la vallée contiennent la plus grande concentration de Latino-Américains. Les Blancs vivent principalement dans les communautés bordant les chaînes montagneuses. Burbank et Glendale possèdent une grande et influente communauté de Latinos-Américains. San Fernando, Calabasas et Hidden Hills sont à peu près homogènes à ce niveau.
Bien que la proportion de pauvreté dans la vallée soit plus faible que dans le reste du comté (15,3 % comparé à 17,9 %), dans huit de ses communautés un habitant sur cinq est pauvre.

### Municipalités dans la vallée de San Fernando
- Burbank
- Calabasas
- Glendale
- Hidden Hills
- Los Angeles
- San Fernando
- Northridge

### Quartiers de Los Angeles
Les communautés comprises dans la ville de Los Angeles sont :
- Arleta
- Canoga Park
- Chatsworth
- Encino
- Granada Hills
- Lake Balboa
- Lakeview Terrace
- Mission Hills
- North Hills
- North Hollywood
- Northridge
- Pacoima
- Panorama City
- Porter Ranch
- Reseda
- Shadow Hills
- Sherman Oaks
- Studio City
- Sun Valley
- Sunland
- Sylmar
- Tarzana
- Toluca Lake
- Sunland-Tujunga
- Valley Glen
- Valley Village
- Van Nuys
- West Hills
- Winnetka
- Woodland Hills

## Économie
La vallée est le siège de nombreuses compagnies, les plus célèbres parmi celles consacrées au cinéma et à la télévision (CBS Studio Center, NBC, Universal Studios, Walt Disney Pictures, et Warner Bros. Studios).
C'est aussi l'un des tout premiers centres mondiaux de production de films pornographiques, au point d'être affublée du sobriquet de « Porn Valley » ou « San Pornando Valley ».
La vallée était autrefois connue pour ses recherches dans les technologies aérospatiales avec des entreprises comme Lockheed, Rocketdyne, et Marquardt qui aidèrent à la conquête de la Lune. La plupart de ces sociétés ont depuis disparu ou ont déménagé dans des régions au climat politique plus amical.

## Transports

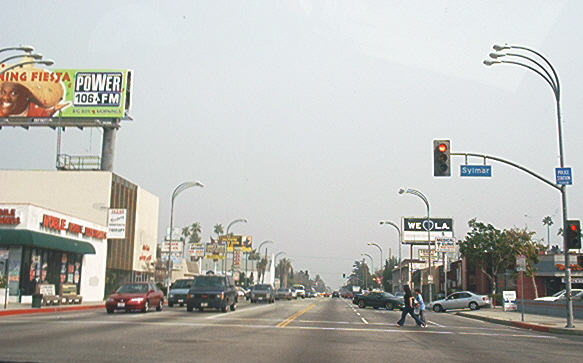
Victory Boulevard à Van Nuys en 2002. Ce boulevard est bordé par des établissements commerciaux de taille moyenne et est typique du type de rues de la vallée de San Fernando.

Bien que la vallée fasse partie de Los Angeles, son mode de développement est presque exclusivement celui d'une banlieue, et l'automobile est le moyen de transport dominant. Plusieurs autoroutes traversent la vallée. La plupart des artères constituent une grille cartographique, les rues notables incluent le Ventura Boulevard et Mulholland Drive.
En dépit de la prédominance de la voiture, la vallée possède deux stations de métro, Universal City et North Hollywood, qui ont été ouvertes en l'an 2000 lors d'une extension de la ligne rouge, connectant la vallée à Hollywood et au centre de Los Angeles. La ligne orange, une ligne de bus rapide est-ouest, connecte la station de métro de North Hollywood au Warner Center, à l'ouest de la vallée.

## Parcs et divertissement
Il y a quelques grands espaces verts et de nombreux petits parcs dans la vallée de San Fernando. Griffith Park, le plus grand des parcs de la municipalité de Los Angeles, s'étend sur le côté sud-est de la vallée. Deux aires de loisirs de grande étendue occupent les bassins de contrôle d'inondation derrière Sepulveda Dam et Hansen Dam. Le parc O'Melveny au-dessus de Granada Hills protège les zones supérieures du Bee Canyon, vers la fin des montagnes de Santa Susana.
Les décennies passées, de nombreux ranchs situés dans les montagnes entourant la vallée ont été acquis dans le but de devenir des parcs. Le Santa Monica Mountains Conservancy et les agences affiliées ont acheté beaucoup de ces terrains, lesquels sont maintenant gérés par le Santa Monica Mountains National Recreation Area, ou des parcs locaux de quartiers. Le Parc d'État d'El Escorpion culmine à 450 mètres.

## Immobilier
Les prix pour l'achat d'une maison dans la vallée sont parmi les plus élevés aux États-Unis. En août 2005 le prix moyen pour une famille moyenne, deux chambres, une salle de bains, approchait environ 600 000 $; alors qu'il n'était que de 155 000 $ en 1997. On suppose que les prix augmenteront encore, et que dans le futur une maison de taille moyenne pourrait coûter 1 million de dollars. Ce prix très élevé est dû à la surpopulation et à la spéculation immobilière.

## À propos de la vallée
- De nombreux films à propos de la vie dans la vallée de San Fernando ont été produits par de nombreuses compagnies, par exemple E.T. l'extra-terrestre (1982), Ça chauffe au lycée Ridgemont (1982), Valley Girl (1983), Karaté Kid (The Karate Kid, 1984) et ses suites, Safe (1995), Two Days In The Valley (1996), Boogie Nights (1997), Magnolia (1999), Punch-Drunk Love (2002), Down in the Valley (2005), We Are Your Friends (2015) furent tous tournées dans la vallée. Le film La Bamba (1987) raconte la vie de Ritchie Valens, étoile montante du rock, né à Pacoima dans la vallée. Le film y montre la vie de la minorité latino.
- Parmi les séries télévisées : Columbo (dans plusieurs lieux de la vallée), Malcolm (à Studio City).
- La chanson de Frank Zappa Valley Girl évoque la vallée.